# Konstantina Misirlí
Konstantina Misirlí –en griego, Κωνσταντίνα Μισιρλή– (30 de enero de 1974) es una deportista griega que compitió en halterofilia. Ganó tres medallas en el Campeonato Europeo de Halterofilia entre los años 1993 y 1995.

## Palmarés internacional
| Campeonato Europeo | Campeonato Europeo  | Campeonato Europeo | Campeonato Europeo |
| Año                | Lugar               | Medalla            | Categoría          |
| ------------------ | ------------------- | ------------------ | ------------------ |
| 1993               | Valencia (España)   | Medalla de plata   | 54 kg              |
| 1994               | Roma (Italia)       | Medalla de bronce  | 54 kg              |
| 1995               | Beer Sheva (Israel) | Medalla de plata   | 54 kg              |